# Ingalls (Indiana)
Pour les articles homonymes, voir Ingalls.
La ville d’Ingalls est située dans le comté de Madison, dans l’État de l’Indiana, aux États-Unis. Sa population s’élevait à 2 394 habitants lors du recensement de 2010, estimée à 2 418 habitants en 2016.

## Source
- (en) Cet article est partiellement ou en totalité issu de l’article de Wikipédia en anglais intitulé « Ingalls, Indiana » (voir la liste des auteurs).

1. ↑  « Population and Housing Unit Estimates » (consulté le 9 juin 2017)
2. ↑  « Census of Population and Housing » [archive du 26 avril 2015], Census.gov (consulté le 4 juin 2015)